# Persicaria cliopolitana
Persicaria cliopolitana är en slideväxtart som först beskrevs av Henry Fletcher Hance, och fick sitt nu gällande namn av Yonekura & H. Ohashi. Persicaria cliopolitana ingår i släktet pilörter, och familjen slideväxter. Inga underarter finns listade i Catalogue of Life.